# 398 př. n. l.

## Narození
- ? – Xenokratés, starořecký filozof a matematik († 314 př. n. l.)

## Hlava státu
- Perská říše – Artaxerxés II. (404 – 359 př. n. l.)
- Egypt – Amenardis (404 – 398 př. n. l.) » Nefaarudž I. (398 – 393 př. n. l.)
- Bosporská říše – Satyrus (433 – 389 př. n. l.)
- Sparta – Pausaniás (409 – 395 př. n. l.) a Agésiláos II. (399 – 360 př. n. l.)
- Athény – Aristocrates (399 – 398 př. n. l.) » Euthycles (398 – 397 př. n. l.)
- Makedonie – Orestes (399 – 396 př. n. l.)
- Epirus – Tharrhypas (430 – 392 př. n. l.)
- Odryská Thrácie – Amadocus I. (408 – 389 př. n. l.) a Seuthes II. (405 – 387 př. n. l.)
- Římská republika – tribunové L. Valerius Potitus, Lucius Furius Medullinus, M. Valerius Lactucinus Maximus, Q. Servilius Fidenas, Marcus Furius Camillus a Q. Sulpicius Camerinus Cornutus (398 př. n. l.)
- Syrakusy – Dionysius I. (405 – 367 př. n. l.)
- Kartágo – Himilco II. (406 – 396 př. n. l.)